# Isochlora viridissima
Isochlora viridissima là một loài bướm đêm trong họ Noctuidae.